# Haemaphysalis ias
Haemaphysalis ias este o specie de căpușe din genul Haemaphysalis, familia Ixodidae, descrisă de Nakamura și Yajima în anul 1937. Conform Catalogue of Life specia Haemaphysalis ias nu are subspecii cunoscute.